# HD 1525
HD1525 є хімічно пекулярною зорею спектрального класу
A9 й має видиму зоряну величину в
смузі V приблизно  9.7.
.